# Adenophorea
La classe Adenophorea o Aphasmidia è costituita dagli Afasmidari, ossia i nematodi privi di fasmidi, organi chemio-sensoriali posti sulla regione caudale del corpo, dei quali sono invece dotati i nematodi fasmidari. Questo raggruppamento tassonomico è considerato parafiletico.
La maggior parte degli Afasmidari sono specie conducenti vita libera.
Questi animali si trovano comunemente nei terreni umidi e nei sedimenti dei fondali acquatici (marini e dulciacquicoli).
Afasmidari parassiti infestano le piante e gli animali, compreso l'uomo.
Un parassita molto pericoloso per i mammiferi carnivori è la Trichinella spiralis, che genera una malattia mortale detta trichinellosi.
Gli individui adulti vivono nell'intestino, come ad esempio dei maiali, e le femmine liberano stadi giovanili nel sistema circolatorio. Durante il loro viaggio possono recare numerosi danni agli organi, compreso il cuore, finché non si incistano nei muscoli debilitando l'organismo. Il ciclo biologico termina quando un secondo ospite si ciba della carne con gli stadi giovanili incistati che poi si liberano nell'intestino divenendo adulti.

## Sistematica
- classe Adenophorea
  - sottoclasse Chromadoria
    - ordine Araeolaimida
    - ordine Desmodorida
    - ordine Desmoscolecida
    - ordine Monhysterida

  - sottoclasse Enoplia
    - ordine Dorylaimida
    - ordine Enoplida
    - ordine Mermithida
    - ordine Muspiceida
    - ordine Trichocephalida